# Laphria hermanni
Laphria hermanni är en tvåvingeart som beskrevs av Meijere 1924. Laphria hermanni ingår i släktet Laphria och familjen rovflugor. Inga underarter finns listade i Catalogue of Life.